# Auf dem Mond ein Feuer
Auf dem Mond ein Feuer ist das vierte Album der deutschen Metal-Band Totenmond und erschien 2001 über Massacre Records. Zum Zeitpunkt der Aufnahme, die vom 9. bis zum 13. April 2001 dauerte, war der frühere Bassist Roberto Garcia bereits aus der Band ausgestiegen, sodass Pazzer und Senz das Album zu zweit einspielen mussten. Inhaltlich handelt es sich bei dem Album um eine Synthese von Metal und Punkmusik. Das Album wurde am 22. April 2013 auf Grund der Slime-Coverversion Polizei SA-SS von der Bundesprüfstelle für jugendgefährdende Medien indiziert.
Das Album wurde später zusammen mit dem Vorgänger-Album Reich in Rost in einer Box neu aufgelegt.

## Titelliste
1. Polizei SA SS (Slime) – 3:07
2. Kauf oder stirb (Slime) – 1:25
3. Alles ist grau (Chaos Z) – 1:33
4. Zwang (Chaos Z) – 2:05
5. Linke Sau (Inferno) – 1:00
6. Steinkopf (Inferno) – 1:45
7. Neonazi (Razzia) – 1:44
8. Uns nicht! (Razzia) – 1:42
9. Belsen war ein KZ (OHL) – 1:34
10. Der Osten (OHL) – 1:45
11. Du denkst (Boskops) – 0:53
12. Macht kaputt, was euch kaputt macht (Ton Steine Scherben) – 2:46
13. Keine Macht für niemand (Ton Steine Scherben) – 2:56
14. HC HC (EA80) – 1:15
15. Marschieren (Wermut) – 3:26
16. Am roten Signal vorbei – 1:32
17. Der Revoluzzer (Text: Erich Mühsam) – 2:49

## Inhalt
Mit dem Album kehren Totenmond textlich zu ihren Wurzeln zurück. Bei den ersten 14 Liedern handelt es sich um Coverversionen der bekannten deutschen Punk-Bands Slime, Ton Steine Scherben, Razzia, Chaos Z, Inferno, EA80, Boskops und OHL.
Bei den restlichen drei Liedern handelt es sich um ältere Stücke von Totenmond. „Marschieren“ ist ein Lied, das von Pazzer geschrieben und komponiert wurde und noch aus der „Wermut“-Zeit (1983) der Band stammt, das neu und ebenso im Metal-Stil eingespielt wurde. „Am roten Signal vorbei“ ist ebenso ein älteres Werk von Pazzer, welches 1990 entstanden ist. „Der Revoluzzer“ ist eine Vertonung des bekannten Gedichtes von Erich Mühsam, der 1934 im KZ Oranienburg ermordet wurde. Inhaltlich ist es eine Anspielung auf die Politik der Sozialdemokraten in der Gründungsphase der Weimarer Republik während der Ausrufung der Republik in Deutschland.
Die Texte der Lieder richten sich zum Großteil gegen Rechtsextremismus und den deutschen Staat. Inhaltlich sind die Lieder jedoch nicht unumstritten, da einige Punk-Stücke kontroverse Inhalte haben. In dem Lied „Polizei SA SS“ von Slime werden deutsche Polizisten als „moderne Nazis“ bezeichnet und mit der SS und SA verglichen. Mit der Textzeile „Baader-Meinhof hingerichtet im Stammheimer KZ“ wird die Bundesrepublik Deutschland zudem als totalitäre Regierung dargestellt. Hinzu kommt, dass der Tod von Ulrike Meinhof und Andreas Baader hier nicht als Suizid, sondern als mit der NS-Justiz vergleichbare „Hinrichtung“ dargestellt und die Justizvollzugsanstalt Stuttgart einem Konzentrationslager gleichgesetzt wird.
Ebenso kontrovers sind das Inferno-Cover „Linke Sau“, das nur aus den Worten „Linke Sau, linke Sau, linke Sau – wenn ich dich erwisch, ist es aus mit dir“ besteht, und das OHL-Stück „Der Osten“ mit textlichen Aussagen wie „Ich will eine Mauer, die den Westen schützt“.
Das Intro bei „Polizei SA SS“ besteht aus kriegsähnlichen, von Sirenen begleiteten Geräuschen, bei denen es sich wohl um einen härteren Konflikt mit der Polizei handelt. Bei „Marschieren“ wurde am Ende eine Stelle aus einer Nachrichtensendung eingefügt, in der von einer Gewalttat mit fremdenfeindlichem und rechtsextremem Hintergrund berichtet wird.

## Stil
Der Stil des Albums ist dem Metal zuzurechnen, wenn auch die Punk-Einflüsse hier am deutlichsten von allen Totenmond-Veröffentlichungen zu hören sind. Das Online-Musikmagazin Vampster bezeichnete das Album jedoch nicht als Metal-Album, sondern meinte, dass Totenmond, die damals mit Punkrock begannen, „mit 'Auf dem Mond ein Feuer' ein reines Punk-Album aufgenommen [haben]“. Eine ähnliche Ansicht teilt auch eine Rezension einer Schweizer Seite, in der geschrieben wurde, dass dieses Album „dennoch wie die Hölle [kracht]“, „auch wenn das hier keine Metalscheibe ist“. Andere Rezensionen sprachen von einem „Metal/Hardcore-Gewand“.

## Rezensionen
„Man mag von Aggression denken, was man will – in gewissen Momenten ist sie heilsam, was ich einem Metal-Publikum wohl nicht zu erzählen brauche. Und genau diese Aggression ist es, die dieses Werk ausstrahlt – eine meisterhafte, krasse Aggression, die weit über das Potenzial des normalen D[eutsch]-Punks hinausreicht. Totenmond haben mit ‚Auf dem Mond ein Feuer‘ aggressive, rüde und primitive Knüppel-Mucke auf ein neues Level gehoben, an die Ursprünge des Deutschpunk erinnert und sich gleichzeitig vor diesen verbeugt. Ein Muß also für jeden ‚Staatsfeind‘, Punk und Freund erstklassigen Geprügels.“

„Nachdem ihr erstes Album Lichtbringer 1996 fast wie eine Bombe im Underground einschlug, zeigen die Pazzerbrüder, daß sie auch mit ihrem Cover-Punk-Album […] jedem sein eigenes Feuer unter dem Arsch setzen können. Genau Punk-Größen wie Slime, Ton Steine Scherben, Inferno oder Razzia werden in einem Sound gecovert, der die Boxen aus den Rahmen hebt. Ja, es rummst wieder gewaltig im Hause Totenmond und mit den kontroversen Songs bieten die Brüder genau die Mucke, um bei der nächsten Alkoholkontrolle den grünen Männchen mal eine anständige „musikalische“ Meinung zu zeigen.“

„Die 14 Songs aus den Anfangstagen des deutschen Punk […] wurden mit viel Liebe zum Detail interpretiert und ins Totenmond-Gewand gesteckt. Die Metaller gehen hier ziemlich brachial zu Werke und halten die Hochgeschwindigkeit meistens mit, übertreffen sie zum Teil sogar. Im allgemeinen kommt man den Originalen sehr nahe, einzig an Ton Steine Scherben […] scheitern auch Totenmond, wie schon viele andere. […] [Toten]mond-Fans bekommen also einen Einblick in die Vergangenheit der Band, alle anderen erkennen nun auf den ersten Blick den (politischen) Standpunkt der Düsterkerle. Eine gelungene CD mit obendrein sehr schönem Cover-Artwork!“

„Die Tracks werden ebenso typisch punkig rockend kurz und dabei dreckig und heftig nach Totenmond-Art aus den Boxen geballert. Sicher ein Freudenfest für alle Fans von den alten Bands wie die noch nicht genannten Inferno, Razzia und OHL, aber wer mit Punk oder den politischen Texten nichts anfangen kann, der sollte dann auch die Finger von diesem Teil lassen. Aber ansonsten knallt das Album mehr als eine Kiste Bier!“

„[…] das erwartete ‚worst case scenario‘ ist nicht eingetreten, denn Totenmond machen ihre Sache erstaunlich gut. […] ‚Auf dem Mond ein Feuer‘ bietet Crust-geschwängerten Highspeedpunk mit Totenmond-typischen tiefgestimmten Gitarren, fungiert nebenbei bestens als Arznei gegen schlechte Laune und setzt ein großes Zeichen gegen braunes Gesindel.“

## Gestaltung
Das Plattencover ist selbst ein Cover, bzw. eine Hommage/Parodie des Plattencovers des Albums „Underground“ des US-amerikanischen Jazzmusikers Thelonious Monk. Die Texte im Booklet sind, ähnlich den drei vorherigen Veröffentlichungen, wieder in einer Frakturschrift gehalten, wobei diesmal jedoch alle Wörter kleingeschrieben wurden.